# トロワゼトワル
トロワゼトワル（欧字名:Trois Etoiles、2015年2月28日 - ）は、日本の競走馬、繁殖牝馬。主な勝ち鞍は2019年・2020年の京成杯オータムハンデキャップ（GIII）。

## 経歴
2015年2月28日、北海道千歳市の社台ファームで誕生。ロードカナロアの初年度産駒の一頭である。一口馬主法人「社台サラブレッドクラブ」から総額2,800万円（1口70万円×40口）で募集された。名前は、フランス語で「三ツ星」を意味する「トロワゼトワル」と名付けられる。
栗東・安田隆行厩舎に入厩。2017年7月2日、中京競馬場芝1600mの新馬戦でデビューし、2番手追走から直線で抜け出して新馬勝ちする。騎乗した福永祐一は「操縦性がよくて性格もいい。スピードがあるけど、マイルくらいまでがいいと思う」とコメントした。休養を挟んで重賞初挑戦となったアルテミスステークスでは馬場に脚を取られて伸びを欠き、4着に敗れた。
明けて3歳となった2018年はフェアリーステークスから始動するが、スタートで出遅れて最後方からの競馬となり、直線で追い込むも5着に終わる。武豊に乗り替わったエルフィンステークスでは好スタートから流れに乗りながらもラストで失速し、4着に敗れた。
以降は自己条件を使われるようになり、500万下から地道にクラスを上げていった。2019年7月の豊明ステークス（1600万下）を中団から差し切って勝利し、オープン入りを果たす。
フェアリーステークス以来の重賞出走となった京成杯オータムハンデキャップでは後続を引き離して逃げると、直線に入っても後続に影を踏ませず、2着ディメンシオンに3馬身半差をつけて快勝した。勝ち時計1分30秒3は同年のヴィクトリアマイルでノームコアが記録した1分30秒5を0秒2更新する世界レコードだった。1000mの通過タイムは一般的には速いとされる55秒4であったが、当日は開幕週で非常に速い時計が出やすい馬場状態になっており、騎乗した横山典弘は「体内時計がしっかりしたジョッキーには速いペースですが、馬場を考えると、そこまで速くないです」と笑顔で語った。
しかし、重賞連勝を狙ったターコイズステークスは2番手から徐々に後退し、離れた最下位となる。
年が明けて藤岡康太に乗り替わった阪神牝馬ステークスは逃げるもブービーの15着、初のGIとなったヴィクトリアマイルは三浦皇成とタッグを組む。レースは再び逃げ、4着と掲示板に載る。続く中京記念は17着に沈んだが、関屋記念は一転好走し2着となる。
連覇を狙っての出走となった京成杯オータムハンデキャップ（GIII）は、鞍上が横山典弘に再び戻った。スマイルカナに先手を譲って2番手に進み、直線では外から伸びたボンセルヴィーソ、内で粘るスマイルカナと3頭で競り合い、横一列に並んで決勝線を通過。スマイルカナにハナ差先着して勝利し、1着2着3着の間隔はいずれも「ハナ差」接戦を制した。日本レコードを記録した前年より3秒6遅い時計で走破し、連覇を達成した。
JRAサマーマイルシリーズ2020では中京記念1ポイント、関屋記念5ポイント、京成杯オータムハンデキャップ10ポイントの合計16ポイントを挙げ、見事チャンピオンの座を手にした。
その後、初の1800m戦となった府中牝馬ステークスは4番人気で4着となる。引退レースとなったターコイズステークスは見せ場なく16着としんがり負けに終わった。引退後は北海道千歳市の社台ファームで繁殖牝馬となる。

## 競走成績
以下の内容は、netkeiba.comの情報に基づく。
| 競走日     | 競馬場 | 競走名        | 格       | 距離（馬場）  | 頭 数 | 枠 番 | 馬 番 | オッズ （人気） | 着順 | タイム （上がり3F） | 着差 | 騎手        | 斤量 [kg] | 1着馬（2着馬）         | 馬体重 [kg] |
| ---------- | ------ | ------------- | -------- | ------------- | ----- | ----- | ----- | --------------- | ---- | ------------------- | ---- | ----------- | --------- | ---------------------- | ----------- |
| 2017.07.02 | 中京   | 2歳新馬       |          | 芝1600m（良） | 15    | 7     | 12    | 003.50（2人）   | 01着 | R1:36.8（35.0）     | -0.0 | 0福永祐一   | 54        | （レッドシャーロット） | 458         |
| 0000.10.28 | 東京   | アルテミスS   | GIII     | 芝1600m（良） | 15    | 5     | 8     | 018.20（6人）   | 04着 | R1:35.3（34.9）     | -0.1 | 0福永祐一   | 54        | ラッキーライラック     | 466         |
| 2018.01.07 | 中山   | フェアリーS   | GIII     | 芝1600m（良） | 16    | 4     | 7     | 006.50（3人）   | 05着 | R1:35.0（34.1）     | -0.4 | 0福永祐一   | 54        | プリモシーン           | 464         |
| 0000.02.03 | 京都   | エルフィンS   | OP       | 芝1600m（良） | 12    | 8     | 11    | 002.90（1人）   | 04着 | R1:36.0（36.3）     | -0.4 | 0武豊       | 54        | レッドサクヤ           | 460         |
| 0000.03.17 | 阪神   | 3歳500万下    |          | 芝1200m（良） | 14    | 8     | 13    | 001.40（1人）   | 02着 | R1.09.5（34.0）     | -0.0 | 0C.ルメール | 54        | エイシンデネブ         | 460         |
| 0000.04.28 | 京都   | 3歳500万下    |          | 芝1200m（良） | 12    | 3     | 3     | 002.40（1人）   | 02着 | R1:08.6（33.8）     | -0.0 | 0浜中俊     | 54        | イエローマリンバ       | 458         |
| 0000.07.28 | 札幌   | 3歳上500万下  |          | 芝1200m（良） | 10    | 6     | 6     | 001.60（1人）   | 01着 | R1:08.7（34.5）     | -0.2 | 0池添謙一   | 52        | （シュエットヌーベル） | 458         |
| 0000.08.04 | 札幌   | HBC賞         | 1000万下 | 芝1200m（良） | 14    | 5     | 8     | 003.10（2人）   | 05着 | R1:09.2（34.8）     | -0.3 | 0池添謙一   | 52        | カイザーメランジェ     | 460         |
| 0000.11.03 | 福島   | 河北新報杯    | 1000万下 | 芝1200m（良） | 16    | 7     | 13    | 003.70（1人）   | 02着 | R1:08.3（33.7）     | -0.0 | 0鮫島克駿   | 53        | メイショウカリン       | 462         |
| 2019.01.05 | 京都   | 4歳上1000万下 |          | 芝1200m（良） | 16    | 3     | 5     | 002.90（2人）   | 04着 | R1:09.6（34.6）     | -0.8 | 0鮫島克駿   | 54        | エンゲルヘン           | 466         |
| 0000.03.10 | 中京   | 賢島特別      | 1000万下 | 芝1400m（稍） | 17    | 5     | 9     | 005.20（2人）   | 01着 | R1:21.5（34.4）     | -0.3 | 0横山典弘   | 55        | （メイショウモウコ）   | 468         |
| 0000.04.14 | 中山   | 春興S         | 1600万下 | 芝1600m（良） | 16    | 1     | 1     | 012.90（7人）   | 02着 | R1:33.7（34.8）     | -0.0 | 0横山典弘   | 53        | イレイション           | 462         |
| 0000.07.06 | 中京   | 豊明S         | 3勝      | 芝1400m（稍） | 8     | 1     | 1     | 002.20（1人）   | 01着 | R1:20.3（34.8）     | -0.2 | 0北村友一   | 55        | （ジョイフル）         | 466         |
| 0000.09.08 | 中山   | 京成杯AH      | GIII     | 芝1600m（良） | 16    | 5     | 10    | 007.20（4人）   | 01着 | R1:30.3（34.9）     | -0.6 | 0横山典弘   | 52        | （ディメンシオン）     | 462         |
| 0000.12.14 | 中山   | ターコイズS   | GIII     | 芝1600m（良） | 16    | 8     | 16    | 007.20（4人）   | 16着 | R1:35.1（37.4）     | -2.9 | 0横山典弘   | 55        | コントラチェック       | 462         |
| 2020.04.11 | 阪神   | 阪神牝馬S     | GII      | 芝1600m（良） | 16    | 6     | 12    | 025.90（8人）   | 15着 | R1:34.1（35.7）     | -1.2 | 0藤岡康太   | 54        | サウンドキアラ         | 482         |
| 0000.05.17 | 東京   | ヴィクトリアM | GI       | 芝1600m（良） | 16    | 7     | 13    | 123.8（12人）   | 04着 | R1:31.4（34.7）     | -0.8 | 0三浦皇成   | 55        | アーモンドアイ         | 466         |
| 0000.07.19 | 阪神   | 中京記念      | GIII     | 芝1600m（良） | 18    | 2     | 4     | 007.70（4人）   | 17着 | R1:36.4（38.9）     | -3.7 | 0三浦皇成   | 54        | メイケイダイハード     | 472         |
| 0000.08.16 | 新潟   | 関屋記念      | GIII     | 芝1600m（良） | 18    | 8     | 18    | 017.00（8人）   | 02着 | R1:33.3（35.5）     | -0.2 | 0三浦皇成   | 54        | サトノアーサー         | 464         |
| 0000.09.13 | 中山   | 京成杯AH      | GIII     | 芝1600m（良） | 16    | 5     | 10    | 007.20（4人）   | 01着 | R1:33.9（35.3）     | -0.0 | 0横山典弘   | 55        | （スマイルカナ）       | 464         |
| 0000.10.17 | 東京   | 府中牝馬S     | GII      | 芝1800m（重） | 8     | 7     | 7     | 007.00（4人）   | 04着 | R1:49.2（36.9）     | -0.7 | 0横山典弘   | 54        | サラキア               | 462         |
| 0000.12.19 | 中山   | ターコイズS   | GIII     | 芝1600m（良） | 16    | 8     | 16    | 022.7（10人）   | 16着 | R1:36.3（38.0）     | -1.7 | 0斎藤新     | 57        | スマイルカナ           | 464         |

- タイム欄のRはレコード勝ちを示す。

## 繁殖成績
|       | 馬名                 | 生年   | 性 | 毛色   | 父             | 馬主                   | 厩舎           | 戦績           |
| ----- | -------------------- | ------ | -- | ------ | -------------- | ---------------------- | -------------- | -------------- |
| 初仔  | キュイジニエール     | 2022年 | 牝 | 黒鹿毛 | エピファネイア | （有）社台レースホース | 栗東・新谷功一 | （デビュー前） |
| 2番仔 | トロワゼトワルの2023 | 2023年 | 牝 | 鹿毛   | エピファネイア |                        |                | （デビュー前） |
| 3番仔 | トロワゼトワルの2024 | 2024年 | 牡 | 黒鹿毛 | コントレイル   |                        |                |                |

- 2024年9月27日現在

## 血統表
| トロワゼトワルの血統          | トロワゼトワルの血統                         | トロワゼトワルの血統 | （血統表の出典）    | （血統表の出典）  |
| 父系                          | キングマンボ系                               | キングマンボ系       | キングマンボ系      | [ § 2 ]           |
| 父 ロードカナロア 2008 鹿毛   | 父の父キングカメハメハ 2001 鹿毛             | Kingmambo            | Mr. Prospector      | Mr. Prospector    |
| 父 ロードカナロア 2008 鹿毛   | 父の父キングカメハメハ 2001 鹿毛             | Kingmambo            | Miesque             |                   |
| 父 ロードカナロア 2008 鹿毛   | 父の父キングカメハメハ 2001 鹿毛             | *マンファス          | *ラストタイクーン   | *ラストタイクーン |
| 父 ロードカナロア 2008 鹿毛   | 父の父キングカメハメハ 2001 鹿毛             | *マンファス          | Pilot Bird          |                   |
| 父 ロードカナロア 2008 鹿毛   | 父の母レディブラッサム 1996 鹿毛             | Storm Cat            | Storm Bird          | Storm Bird        |
| 父 ロードカナロア 2008 鹿毛   | 父の母レディブラッサム 1996 鹿毛             | Storm Cat            | Terlingua           |                   |
| 父 ロードカナロア 2008 鹿毛   | 父の母レディブラッサム 1996 鹿毛             | *サラトガデュー      | Cormorant           | Cormorant         |
| 父 ロードカナロア 2008 鹿毛   | 父の母レディブラッサム 1996 鹿毛             | *サラトガデュー      | Super Luna          |                   |
| 母 セコンドピアット 2009 鹿毛 | 母の父ハーツクライ 2001 鹿毛                 | *サンデーサイレンス  | Halo                | Halo              |
| 母 セコンドピアット 2009 鹿毛 | 母の父ハーツクライ 2001 鹿毛                 | *サンデーサイレンス  | Wishing Well        |                   |
| 母 セコンドピアット 2009 鹿毛 | 母の父ハーツクライ 2001 鹿毛                 | アイリッシュダンス   | *トニービン         | *トニービン       |
| 母 セコンドピアット 2009 鹿毛 | 母の父ハーツクライ 2001 鹿毛                 | アイリッシュダンス   | *ビユーパーダンス   |                   |
| 母 セコンドピアット 2009 鹿毛 | 母の母*エービーヌードル A B Noodle 1999 鹿毛 | Alphabet Soup        | Cozzene             | Cozzene           |
| 母 セコンドピアット 2009 鹿毛 | 母の母*エービーヌードル A B Noodle 1999 鹿毛 | Alphabet Soup        | Illiterate          |                   |
| 母 セコンドピアット 2009 鹿毛 | 母の母*エービーヌードル A B Noodle 1999 鹿毛 | Rasant               | Assert              | Assert            |
| 母 セコンドピアット 2009 鹿毛 | 母の母*エービーヌードル A B Noodle 1999 鹿毛 | Rasant               | Ratifia             |                   |
| 母系(F-No.)                   | 8号族(FN:8-c)                                | 8号族(FN:8-c)        | 8号族(FN:8-c)       | [ § 3 ]           |
| 5代内の近親交配               | 5代内アウトブリード                          | 5代内アウトブリード  | 5代内アウトブリード | [ § 4 ]           |
| 出典                          | 1. 2. 3. 4.                                  | 1. 2. 3. 4.          | 1. 2. 3. 4.         | 1. 2. 3. 4.       |

- 母セコンドピアットも現役時代は社台レースホースの所有馬で、中央で3勝を挙げた。本馬はその初子となる[15]。
- 2代母エービーヌードルは米G3イエルバブエナBCハンデキャップの勝ち馬[16]。
- 4代母の半兄に凱旋門賞などG1競走3勝のササフラがいる。